# Journaille
Der Ausdruck Journaille ist im deutschen Sprachraum eine abwertende Bezeichnung für Journalisten. Es handelt sich um eine Wortneubildung vom Anfang des 20. Jahrhunderts in Anlehnung an das französische Wort Kanaille und bedeutet so viel wie „Presse-Gesindel“ oder „Presse-Pack“. Das Wort benennt in unscharfer Abgrenzung Journalisten in ihrer Gesamtheit oder als einzelne, die herabwürdigende und skandalisierende Un- oder Halbwahrheiten verbreiten, insbesondere in Boulevardmedien. Dabei werden sie als verantwortungslos, sensationshungrig oder unlauter agierend gedeutet. Im Einzelfall werden ihnen auch demagogische bzw. politische Motive zugeschrieben.
Bekannt gemacht wurde der Ausdruck von Karl Kraus. In Die Fackel schrieb er 1902 in einem Artikel mit der Überschrift Die Journaille über „die Verwüstung des Staates durch die Pressmaffia“, weshalb er diese Bezeichnung „hiemit dem Sprachgebrauch überliefere“. Er ergänzte, ein „geistvoller Mann“ habe ihm diese „für meine Zwecke werthvolle Bezeichnung empfohlen“; dieser Mann war Alfred von Berger, wie Kraus in einem weiteren Fackel-Artikel 1910 ausführte. Das Wort wurde auch von führenden Repräsentanten des NS-Regimes gegen die Presse der Weimarer Republik („Systempresse“) verwandt, findet sich aber (anders als andere Begriffe aus der Sprache des Nationalsozialismus) bis heute im politischen Diskurs der Bundesrepublik. Weniger vorbelastet hat sich das Wort nach dem Zweiten Weltkrieg auch im politischen Sprachgebrauch der Niederlande etabliert.